# Szio z Mgwime
Szio z Mgwime (ur. I poł. VI w., zm. w latach 60. VI w.) – święty mnich chrześcijański.

## Życiorys
Według hagiografii pochodził z zamożnej rodziny z Antiochii, był jedynakiem. W domu odebrał gruntowne wykształcenie. W wieku dwudziestu lat dowiedział się o działalności mnicha Jana, żyjącego w pustelni w pobliżu Antiochii, i udał się do niego. Już przy pierwszym spotkaniu Jan zapowiedział mu przyszłą świętość, nakazał jednak opuścić klasztor, by uzyskać błogosławieństwo rodziców na złożenie ślubów mniszych. W domu młodzieniec dowiedział się, iż jego rodzice planują przekazanie mu majątku i wstąpienie do monasterów. Natychmiast po odziedziczeniu spadku rozdał otrzymany majątek i powrócił do wspólnoty kierowanej przez Jana, gdzie złożył śluby mnisze, zachowując dotychczasowe imię Szio.
Hagiografia przypisuje Szio dary uzdrawiania i wypędzania złych duchów. W monasterze przyjął święcenia diakońskie, po czym razem z razem z mnichem Janem opuścił pustynię w Syrii jako jeden z dwunastu wybranych uczniów. Razem z innymi mnichami z wspólnoty kierowanej przez Jana żył następnie na górze Zaden (późniejsza Zedazeni), uznawany przez miejscową ludność za świętego ascetę i cudotwórcę (w drodze na górę Szio miał zmusić do rozstąpienia się wody rzeki Argwy). Następnie na polecenie przełożonego, razem z mnichami Dawidem, Tadeuszem, Pirosem, Michałem i Izydorem udał się do Kartlii, gdzie działał już inny dawny uczeń Jana, biskup Ise. Szio osiedlił się w lasach Sarkineti i zamieszkał w jaskini nad rzeką Kura; pozostawał przy tym jedynie diakonem. Według hagiografii był w niej kuszony przez diabły, jednak nie ulegał im dzięki sile modlitwy. Miał także doznać widzenia Matki Bożej, która zapowiedziała, iż Szio zostanie przełożonym wielkiej wspólnoty mniszej. Wkrótce wokół Szio zaczęli gromadzić się naśladowcy, którzy wykuwali dla siebie jaskinie w wąwozie Kury. Był to początek monasteru Szio Mgwime. Po naukę duchową do Szio udawał się nawet król Kartlii Parsman VI, który nadał klasztorowi cztery wsie, fundusze na budowę świątyni oraz przekazał dla niej ewangeliarz i naczynia liturgiczne. Kierując wspólnotą, Szio nadal odmawiał przyjęcia święceń kapłańskich, obawiając się, że mógłby następnie zostać nominowany na biskupa i musiałby porzucić pustelnię. Z czasem kierowany przez niego klasztor rozrósł się na tyle, że musiał kierować kandydatów na mnichów do innych miejsc (przyczyniając się np. do powstania monasteru Kwatachewi).
Pragnąc prowadzić jeszcze surowsze życie niż dotąd, z błogosławieństwa Katolikosa Iberii i swojego nauczyciela, mnicha Jana, Szio odszedł z założonego przez siebie klasztoru i zamieszkał w całkowitym odosobnieniu. Na prośbę swoich uczniów spisał wcześniej regułę życia klasztornego i 160 pouczeń dla mnichów. Następnie zamieszkał w wykopanej dla siebie studni. Żywił się jedynie chlebem i wodą dostarczanymi mu przez wyznaczonego brata. W ten sposób przeżył piętnaście lat. Według hagiografii anioł zapowiedział mu bliską śmierć. Wówczas Szio wezwał do siebie swojego nauczyciela, Jana, który udzielił mu Komunii Świętej i pozostał przy nim w ostatnich chwilach życia. Najprawdopodobniej Szio zmarł w okresie kierowania Kościołem w Iberii przez Katolikosa Makarego. Według różnych źródeł Szio został pochowany w swojej studni-pustelni lub w monasterskiej świątyni. Jego relikwie zostały wywiezione z klasztoru po najeździe perskim na Kartlię, następnie zwrócone.
Pierwszy żywot Szio spisał syryjski mnich Martyriusz, który poznał go jeszcze w Syrii.
Szio wymieniany jest jako jeden z patronów Gruzji.